# Campeonato Goiano de Basquete de 2019
O Campeonato Goiano de Basquete de 2019 foi uma competição estadual de basquete organizada pela Federação Goiana de Basquetebol.

## Participantes
| Equipe                         | Cidade    | Em 2018          | Títulos do Campeonato Goiano (último) |
| ------------------------------ | --------- | ---------------- | ------------------------------------- |
| Aedec Brasil                   | Itumbiara | 7º (Goiano 2018) |                                       |
| Basquete Anapolino             | Anápolis  |                  |                                       |
| Araguaia/AEGB/Sesi             | Goiânia   | 3º (Goiano 2018) |                                       |
| Goiânia/Aprovida               | Goiânia   | 1º (Goiano 2018) | 1 (2018)                              |
| Goiás/Defensores               | Goiânia   | 6º (Goiano 2018) |                                       |
| Sigma Inhumas                  | Inhumas   |                  |                                       |
| União Rio-verdense de Basquete | Rio Verde | 9º (Goiano 2018) |                                       |
| Vultures Anápolis              | Anápolis  | 2º (Goiano 2018) |                                       |

## Primeira fase

### Classificação
| Pos | Times              | Pts | J | V | D | PF  | PS  | SP   | Classificação ou eliminação     |
| --- | ------------------ | --- | - | - | - | --- | --- | ---- | ------------------------------- |
| 1   | Basquete Anapolino | 14  | 7 | 7 | 0 | 685 | 354 | +331 | Classificados para as semifinal |
| 2   | Vultures Anápolis  | 13  | 7 | 6 | 1 | 513 | 450 | +63  | Classificados para as semifinal |
| 3   | Araguaia/AEGB/Sesi | 12  | 7 | 5 | 2 | 480 | 502 | -22  | Classificados para as semifinal |
| 4   | Goiânia            | 11  | 7 | 4 | 3 | 473 | 470 | +3   | Classificados para as semifinal |
| 5   | Goiás              | 10  | 7 | 3 | 4 | 435 | 445 | -10  | Eliminados na Primeira Fase     |
| 6   | Aedec Brasil       | 9   | 7 | 2 | 5 | 473 | 548 | -75  | Eliminados na Primeira Fase     |
| 7   | Sigma Inhumas      | 8   | 7 | 1 | 6 | 391 | 537 | -146 | Eliminados na Primeira Fase     |
| 8   | URB Rio Verde      | 7   | 7 | 0 | 7 | 413 | 557 | -144 | Eliminados na Primeira Fase     |

| Time 1             | Resultado | Time 2             |
| ------------------ | --------- | ------------------ |
| Basquete Anapolino | 102 – 58  | Goiânia            |
| Vultures Anápolis  | 58 – 47   | Araguaia/AEGB/Sesi |

| Time 1  | Resultado | Time 2             |
| ------- | --------- | ------------------ |
| Goiânia | 55 – 72   | Araguaia/AEGB/Sesi |

| Time 1             | Resultado | Time 2            |
| ------------------ | --------- | ----------------- |
| Basquete Anapolino | 93 – 67   | Vultures Anápolis |

| Campeonato Goiano de Basquete 2019            |
| --------------------------------------------- |
| Basquete Anapolino Campeão (1° título Goiano) |